# Ljublen
Ljublen (bulgariska: Люблен) är ett distrikt i Bulgarien.   Det ligger i kommunen Obsjtina Opaka och regionen Tărgovisjte, i den nordöstra delen av landet, 250 km öster om huvudstaden Sofia.